# Classe di universalità
In meccanica statistica, una classe di universalità è un insieme di modelli matematici che condividono uno stesso limite invariante di scala sotto l'applicazione del gruppo di rinormalizzazione. Sebbene i modelli all'interno di una stessa classe possano differire notevolmente a scale finite, il loro comportamento diventerà sempre più simile man mano che ci si avvicina alla scala limite. In particolare, i fenomeni asintotici come gli esponenti critici saranno gli stessi per tutti i modelli della classe.
Alcune classi di universalità ben studiate sono quelle che contengono il modello di Ising o la teoria della percolazione nei rispettivi punti di transizione di fase; sono entrambe famiglie di classi, una per ogni dimensione del reticolo. Tipicamente, una famiglia di classi di universalità avrà una dimensione critica inferiore e superiore: sotto la dimensione critica inferiore, la classe di universalità diventa degenere (questa dimensione è 2 per il modello di Ising, o per la percolazione diretta, ma 1 per la percolazione non orientata), e sopra la dimensione critica superiore gli esponenti critici si stabilizzano e possono essere calcolati da un analogo della teoria del campo medio (questa dimensione è 4 per Ising o per la percolazione diretta, e 6 per la percolazione ordinaria).
In 2 dimensioni tali classi di universalità possono essere studiate sfruttando metodi come le teorie di campo conformi o l'evoluzione di Schramm-Loewner (il che permette di ottenere dei risultati esatti), mentre in 3 dimensioni si usano solitamente simulazioni numeriche.

## Elenco degli esponenti critici
Gli esponenti critici sono definiti in termini di variazione di alcune proprietà fisiche del sistema vicino al suo punto di transizione di fase. Queste proprietà fisiche includono la sua temperatura ridotta {\displaystyle \tau } (ossia la differenza fra la temperatura T del sistema e la temperatura del punto critico Tc), il suo parametro di ordine, che misura quanto del sistema si trova nella fase "ordinata", il calore specifico e così via.
- L'esponente {\displaystyle \alpha } è l'esponente che mette in relazione il calore specifico C con la temperatura ridotta: abbiamo {\displaystyle C=\tau ^{-\alpha }} . Il calore specifico sarà solitamente singolare nel punto critico, ma il segno negativo nella definizione di {\displaystyle \alpha } gli permette di rimanere positivo.
- L'esponente {\displaystyle \beta } collega il parametro d'ordine {\displaystyle \Psi } alla temperatura. A differenza della maggior parte degli esponenti critici lo si presume positivo, poiché il parametro dell'ordine sarà normalmente nullo nel punto critico. Quindi abbiamo {\displaystyle \Psi =|\tau |^{\beta }} .
- L'esponente {\displaystyle \gamma } mette in relazione la temperatura con la risposta del sistema a una forza motrice esterna, o campo sorgente. Si definisce {\displaystyle d\Psi /dJ=\tau ^{-\gamma }}, con {\displaystyle J} la forzante esterna.
- L'esponente {\displaystyle \delta } mette in relazione il parametro d'ordine con il campo sorgente alla temperatura critica, dove questa relazione diventa non lineare. Abbiamo {\displaystyle J=\Psi ^{\delta }} (quindi {\displaystyle \Psi =J^{1/\delta }}), con gli stessi significati di prima.
- L'esponente {\displaystyle \nu } mette in relazione la dimensione delle correlazioni (cioè le "chiazze" di fase ordinata) alla temperatura; lontano dal punto critico questi sono caratterizzati da una lunghezza di correlazione {\displaystyle \xi }. Abbiamo {\displaystyle \xi =\tau ^{-\nu }} .
- L'esponente {\displaystyle \eta } misura la dimensione delle correlazioni alla temperatura critica. È definito in modo che la funzione di correlazione scali come {\displaystyle r^{-d+2-\eta }}.

Per le simmetrie, il gruppo elencato fornisce la simmetria del parametro di ordine. Il gruppo {\displaystyle Dih_{n}} è il gruppo diedrale, il gruppo di simmetria del n-gono, {\displaystyle S_{n}} è il gruppo simmetrico di n elementi, {\displaystyle Oct} è il gruppo ottaedrico, e {\displaystyle O(n)} è il gruppo ortogonale in n dimensioni. 1 è il gruppo banale.
| classe                          | dimensione | Simmetria                        | {\displaystyle \alpha } | {\displaystyle \beta } | {\displaystyle \gamma } | {\displaystyle \delta } | {\displaystyle \nu } | {\displaystyle \eta } |
| ------------------------------- | ---------- | -------------------------------- | ----------------------- | ---------------------- | ----------------------- | ----------------------- | -------------------- | --------------------- |
| Potts a 3 stati                 | 2          | {\displaystyle S_{3}}            | 1/3                     | 1/9                    | 13/9                    | 14                      | 5/6                  | 4/15                  |
| Ashkin-Teller (Potts a 4 stati) | 2          | {\displaystyle S_{4}}            | 2/3                     | 1/12                   | 7/6                     | 15                      | 2/3                  | 1/4                   |
| Percolazione ordinaria          | 1          | 1                                | 1                       | 0                      | 1                       | {\displaystyle \infty } | 1                    | 1                     |
| Percolazione ordinaria          | 2          | 1                                | −2/3                    | 5/36                   | 43/18                   | 91/5                    | 4/3                  | 5/24                  |
| Percolazione ordinaria          | 3          | 1                                | −0.625(3)               | 0.4181(8)              | 1.793(3)                | 5.29(6)                 | 0.87619(12)          | 0.46(8) or 0.59(9)    |
| Percolazione ordinaria          | 4          | 1                                | −0.756(40)              | 0.657(9)               | 1.422(16)               | 3.9 or 3.198(6)         | 0.689(10)            | −0.0944(28)           |
| Percolazione ordinaria          | 5          | 1                                | ≈ −0.85                 | 0.830(10)              | 1.185(5)                | 3.0                     | 0.569(5)             | −0.075(20) or −0.0565 |
| Percolazione ordinaria          | 6+         | 1                                | −1                      | 1                      | 1                       | 2                       | 1/2                  | 0                     |
| Percolazione diretta            | 1          | 1                                | 0.159464(6)             | 0.276486(8)            | 2.277730(5)             | 0.159464(6)             | 1.096854(4)          | 0.313686(8)           |
| Percolazione diretta            | 2          | 1                                | 0.451                   | 0.536(3)               | 1.60                    | 0.451                   | 0.733(8)             | 0.230                 |
| Percolazione diretta            | 3          | 1                                | 0.73                    | 0.813(9)               | 1.25                    | 0.73                    | 0.584(5)             | 0.12                  |
| Percolazione diretta            | 4+         | 1                                | −1                      | 1                      | 1                       | 2                       | 1/2                  | 0                     |
| Ising                           | 2          | {\displaystyle \mathbb {Z} _{2}} | 0                       | 1/8                    | 7/4                     | 15                      | 1                    | 1/4                   |
| Ising                           | 3          | {\displaystyle \mathbb {Z} _{2}} | 0.11008(1)              | 0.326419(3)            | 1.237075(10)            | 4.78984(1)              | 0.629971(4)          | 0.036298(2)           |
| XY                              | 3          | {\displaystyle O(2)}             | -0.01526(30)            | 0.34869(7)             | 1.3179(2)               | 4.77937(25)             | 0.67175(10)          | 0.038176(44)          |
| Heisenberg                      | 3          | {\displaystyle O(3)}             | −0.12(1)                | 0.366(2)               | 1.395(5)                |                         | 0.707(3)             | 0.035(2)              |
| Campo medio                     | tutte      | ognuno                           | 0                       | 1/2                    | 1                       | 3                       | 1/2                  | 0                     |